# The Busker
The Busker és un grup de música maltès.
Va ser fundat el 2012 pel guitarrista Dario Genovese i el percussionista Jean Paul Borg. Dos anys més tard, s'hi van unir el baixista David Grech i el saxofonista Sean Meachen. El grup s'inspira principalment en la música dels anys seixanta i de grups com The Beatles i The Beach Boys. El 2017, The Busker va publicar el seu primer àlbum. Genovese va deixar el grup el 2021.
Al principi del 2023, el grup va participar en el Festival de la Cançó d'Eurovisió de Malta, la preselecció maltesa per al Festival d'Eurovisió. The Busker va guanyar la final amb la cançó «Dance (Our Own Party)», que li va permetre representar Malta en el Festival de la Cançó d'Eurovisió 2023, que se celebrarà a la ciutat britànica de Liverpool.